# Garnacha (alimento)

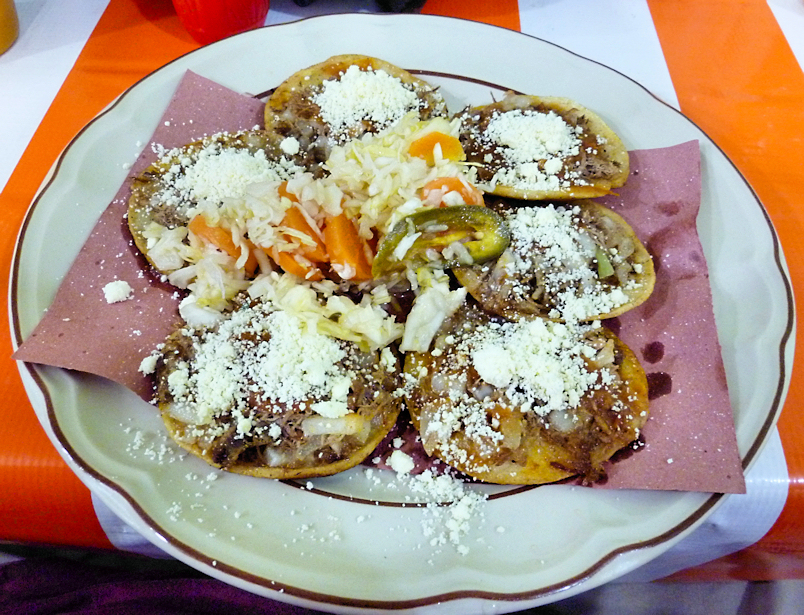
Garnachas del Istmo de Tehuantepec, México.

Las garnachas son un plato de origen mesoamericano. Consiste generalmente en una tortilla de maíz que se fríe (pasada por aceite caliente). Generalmente se acompaña con algún tipo de salsa y se le suele acompañar de frijoles, cebolla picada, Crema de leche y queso, pudiendo o no llevar algún alimento base o aliño en trocitos, picado o deshebrado.
El término garnacha, en algunas partes de México se utiliza para denominar, casi de manera genérica, a la comida que se vende en las calles, pues este tipo de venta es muy común en el país y se pueden encontrar puestos en mercados, zonas de oficinas, terminales de transporte y cualquier lugar que implique un tránsito continuo de personas. 

Historiadores afirman que las garnachas se deben a migraciones de México a Esquipulas (Guatemala), otros dicen que la combinación de comidas prehispánicas y coloniales en Esquipulas dio origen a esta comida, lo cierto es que es un platillo típico en México, cabe resaltar que cambian mucho dependiendo de la Región.

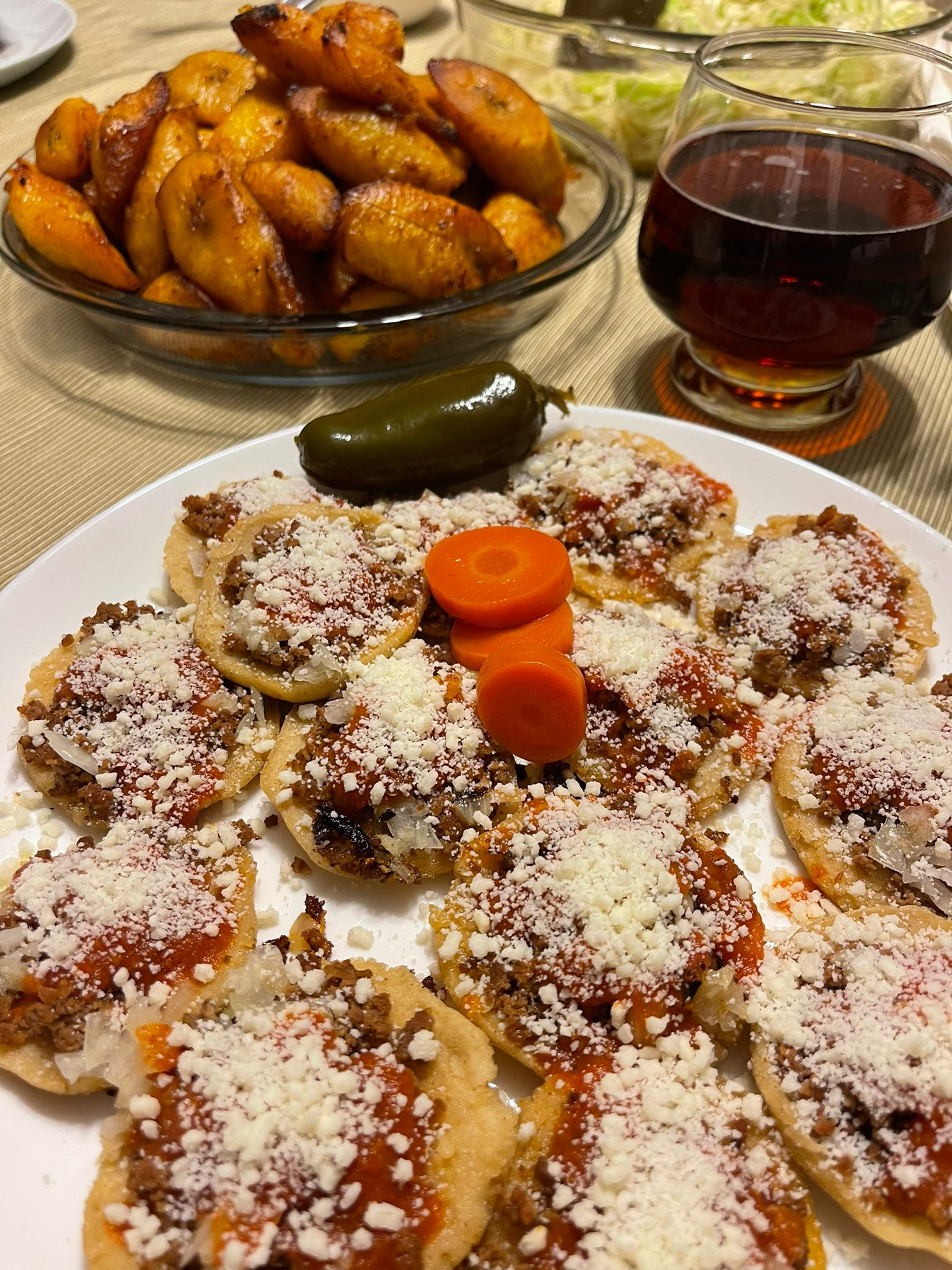
Forma tradicional en que se sirven la garnachas en el hogar guatemalteco. Elaboración Sra. E.A. (Chicago IL 2022).

La Garnacha en Guatemala es definitivamente entendida como una mini-tortilla frita en aceite, servida con salsa de tomate, carne molida, cebolla picada, y queso blanco seco espolvoreado. Puede ser que el término se haya originado a partir de los puestos de comida callejera de comerciantes itinerantes, cuando hubo más intercambio cultural entre el sur de México y el occidente de Guatemala entre finales de los 1800 y principios de los 1900 (ref.). Sobre todo entendiendo que en esos tiempos hubo anualmente un peregrinaje del sur de México hacia Esquipulas, Guatemala.  Hoy día la garnacha se mantiene tal cual descrita al inicio de este párrafo, y se encuentra aún en los puestos de comida que se establecen alrededor de los parques centrales en pueblos y algunas ciudades durante las celebraciones Patronales, y también en restaurantes de cocina tradicional.  La garnacha en Guatemalteca tiene la particularidad de que ha sido incorporada también como bocadillo en celebraciones familiares.   

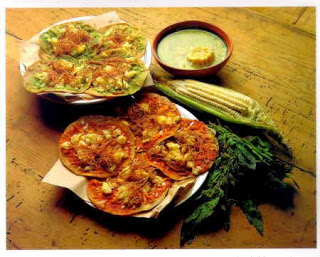
Garnachas Orizabeñas